# Virsaitis (1917)
Virsaitis byla minolovka a hlídková loď lotyšského námořnictva. Původně byla postavena jako německá minolovka M68. Německé císařské námořnictvo ji nasadilo do první světové války. Ve válce poškozené plavidlo opravilo a roku 1919 zařadilo lotyšské námořnictvo. Po okupaci země Sovětským svazem roku 1940 byla zařazena do sovětského námořnictva. Byla potopena za druhé světové války.

## Stavba
Měmecká minonoska M68 byla postavena loděnicí Neptun v Rostocku. Její kýl byl založen roku 1916, dne 25. července 1917 byla spuštěna na vodu a v říjnu 1917 byla přijata do služby.

## Konstrukce
Plavidlo bylo vyzbrojeno dvěma 88mm kanóny. Mohl nést minolovné vybavení, nebo až 30 min. Pohonný systém tvořily dva kotle a parní stroj o výkonu 1850 hp, pohánějící dva lodní šrouby. Nejvyšší rychlost dosahovala 16 uzlů. Dosah byl 2000 námořních mil při rychlosti 6 uzlů.
Roku 1939 byly 88mm kanóny nahrazeny dvěma 84mm kanóny a dvěma 47mm Škoda, přičemž nosnost min se zvětšila na 40 kusů.

## Služba

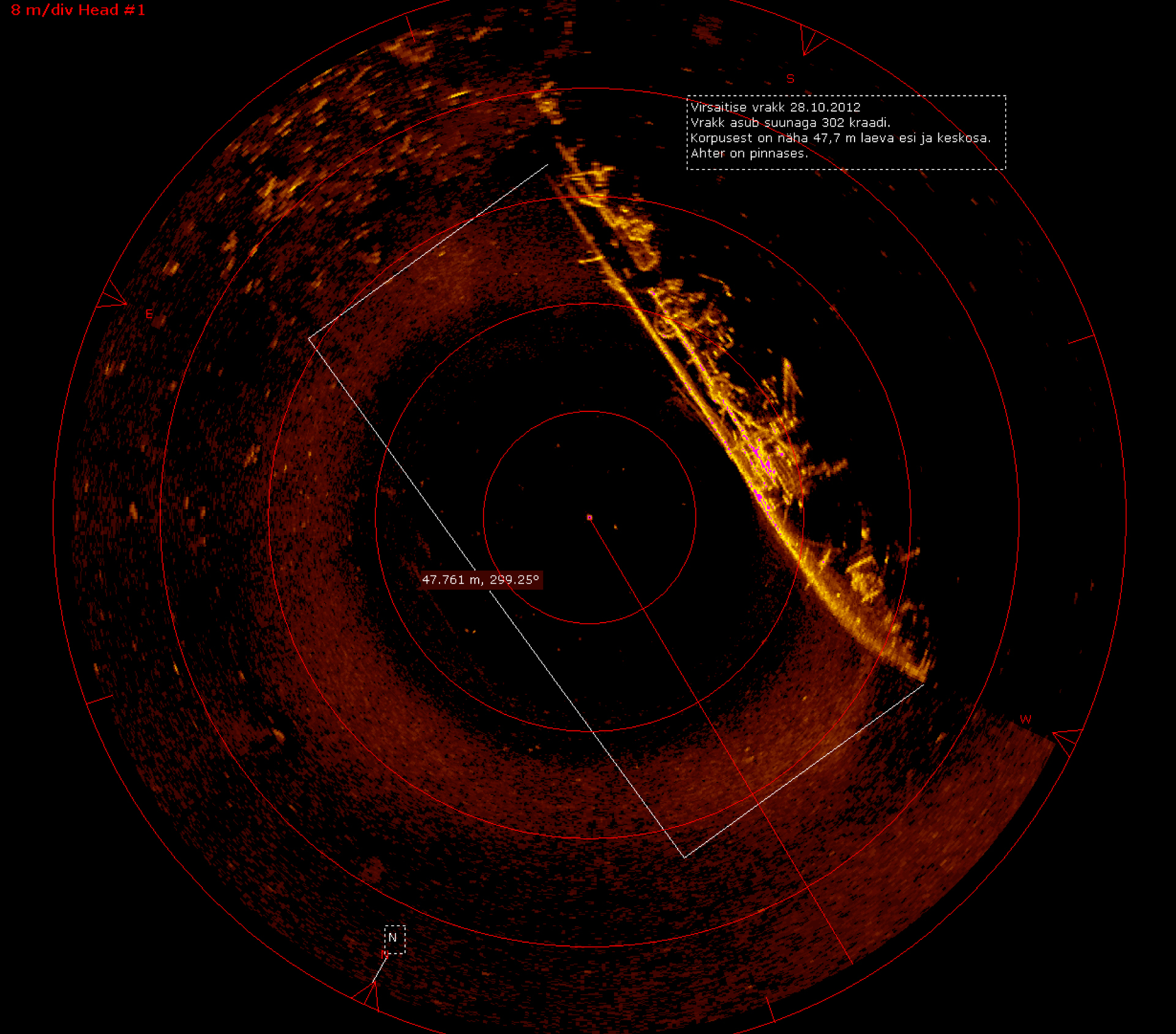
Vrak plavidla na mořském dně

Německé císařské námořnictvo nasadilo minolovku M68 do operací první světové války na Baltu. Po najetí na minu minolovka najela na lotyšské pobřeží, aby se nepotopila. Později byla opravena v Rize. Po dokončení oprav byla v lednu 1919 zařazena do lotyšského námořnictva. Lotyšské námořnictvo zaniklo po sovětské okupaci pobaltských států roku 1940. Plavidlo bylo začleněno do sovětského námořnictva. Účastnilo se druhé světové války. Dne 2. prosince 1941 bylo potopeno.